# Istoria Voivodinei
Acest articol tratează pe larg Istoria Voivodinei.

## Antichitate
Regiunea Voivodinei este locuită încă din paleolitic și neolitic. Sirmium era un important oraș roman.

## Evul Mediu

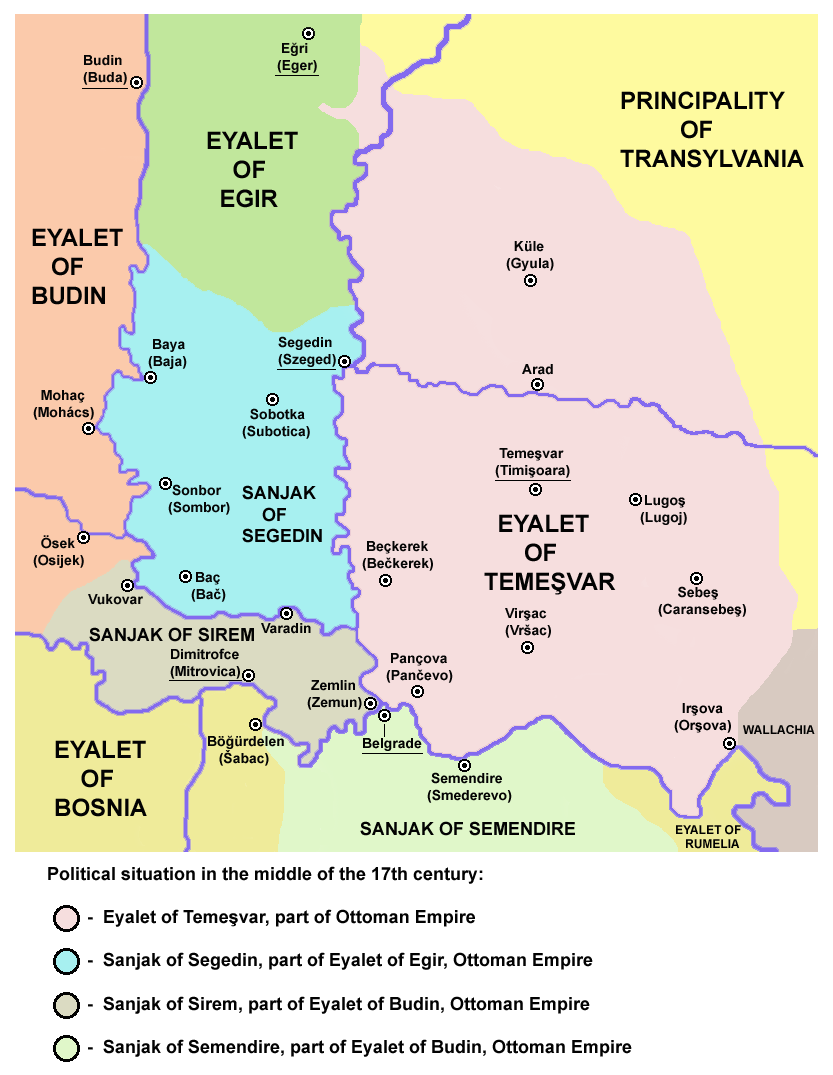

Slavii au ocupat în era mariilor migrații Voivodina de astăzi (secolele V-VI), asimilând populațiile autohtone (traco-daci, iliri, celți). În secolul IX, maghiarii au ajuns în Câmpia Panoniei, urmând să ocupe și teritoriul Voivodinei. Mai târziu chiar au cucerit-o și au domnit peste ea până în secolul XVI. Comunități izolate de slavi au rămas totuși în această regiune. Un număr crescând de sârbi, au început să se stabilească aici în secolul XIV. În 1483, conform izvoarelor ungurești, aproape jumătate din populația Regatului Ungariei era de etnie sârbă. O altă sursă maghiară din același secol număra 200.000 de coloniști sârbi.
Voivodina a fost ocupată de Imperiul Otoman, după Bătălia de la Mohács din 1526 și capitularea Banatului în 1552. Această perioadă turbulentă a cauzat o scădere importantă a populației din această regiune. Banatul era administrat de la Temesvar, în timp ce Bačka și Srem se aflau sub autoritatea Budimului.
Imperiul Habsburgig a preluat controlul asupra Voivodinei și a altor teritorii prin tratatele de la Karlowitz (1699) și Passarowitz (1718). Zonele adiacente teritoriului turc din sud au fost separate printr-o Frontieră Militară (Krajina), în secțiuni slavone și bănățene. Dominația austriacă era caracterizată prin colonizarea puternică a germanilor.

## Epoca modernă
După remanierea țării și abolirea frontierei militare între 1867 și 1881, Bačka și Banat au intrat sub autoritatea Ungariei iar regiunea Sirmium a devenit parte a Regatului Croația-Slavonia. La sfârșitul Primului Război Mondial, Austro-Ungaria s-a dezmembrat. În noiembrie 1918, Ansamblul Novi Sad a proclamat unirea dintre Bačka, Banat, Srem și Baranja cu, la vremea aceea, Regatul Serbiei.
Voivodina în forma sa curentă (Bačka de sud, Sremul de est și Banatul de vest) a fost formal cedată Iugoslaviei prin Tratatul de la Trianon din 1920. Regiunea a fost din nou împărțită temporar de către Puterile Centrale în cel de Al Doilea Război Mondial, dar a fost restabilită ca o provincie a Serbiei cu grade diferite de autonomie (între 1974 și 1990 a fost în mod oficial o provincie autonomă).